# Liste des films produits par Pathé
La liste des films produits par Pathé sortis en salles regroupe l'ensemble des films que les différentes filiales ou appellation de la société cinématographique française Pathé a produit depuis sa création en 1896 et qui sont sortis en salles.

## Années 1890
- 1899 : Arrestation : Aveux du colonel Henry d'un réalisateur non identifié
- 1899 : Au mont Valérien : Suicide du colonel Henry d'un réalisateur non identifié
- 1899 : Avenue de la Gare à Rennes d'un réalisateur non identifié
- 1899 : Dreyfus dans sa cellule à Rennes d'un réalisateur non identifié
- 1899 : Entrée au conseil de guerre d'un réalisateur non identifié
- 1899 : Prison militaire de Rennes rue Duhamel d'un réalisateur non identifié
- 1899 : Sortie du conseil de guerre d'un réalisateur non identifié

## Années 1900
- 1901 : Histoire d'un crime (court métrage), de Ferdinand Zecca
- 1901 : Une tempête dans une chambre à coucher de Ferdinand Zecca
- 1901 : Quo vadis ? de Lucien Nonguet et Ferdinand Zecca
- 1902 : Mystification amusante de Gaston Velle
- 1902 : Samson et Dalila de Ferdinand Zecca
- 1903 : Sorcellerie nocturne de Gaston Velle
- 1903 : Métamorphoses du roi de pique de Gaston Velle
- 1904 : Le Paravent mystérieux de Gaston Velle
- 1905 : L'Album merveilleux de Louis Gasnier
- 1905 : Le Chemineau, d'Albert Capellani
- 1905 : Les Petits Vagabonds de Lucien Nonguet
- 1906 : La Peine du talion de Gaston Velle
- 1906 : La Voix de la conscience d'Albert Capellani
- 1906 : Pauvre Mère d'Albert Capellani
- 1906 : La Loi du pardon d'Albert Capellani
- 1906 : L'Album merveilleux d'Albert Capellani
- 1906 : La Fille du sonneur d'Albert Capellani
- 1906 : L'Espionne de Lucien Nonguet
- 1906 : Gontran pompier de Lucien Nonguet
- 1906 : Le Déserteur de Lucien Nonguet
- 1906 : La Femme du lutteur d'Albert Capellani
- 1906 : Aladin ou la Lampe merveilleuse d'Albert Capellani
- 1907 : C'est papa qui prend la purge de Louis Feuillade
- 1907 : Cendrillon, ou la Pantoufle merveilleuse d'Albert Capellani
- 1907 : À Biribi, disciplinaires français de Lucien Nonguet
- 1907 : Cendrillon, ou la Pantoufle merveilleuse d'Albert Capellani
- 1907 : Ah ! quel malheur d'avoir un gendre avec Max Linder
- 1907 : Les Chiens policiers de Lucien Nonguet
- 1907 : Le Pied de mouton d'Albert Capellani
- 1907 : Pour la fête de sa mère de Lucien Nonguet
- 1907 : Vers la pente de Lucien Nonguet
- 1907 : La Puce de Louis Feuillade
- 1907 : Les Exploits d'un fou avec Max Linder
- 1907 : Geneviève de Brabant
- 1908 : Le Roman d'un malheureux de Lucien Nonguet
- 1908 : La Grenouille de Segundo de Chomón
- 1908 : Ali Baba de Georges Denola
- 1908 : Charlotte Corday de Georges Denola
- 1908 : Une douzaine d'œufs frais de Georges Monca
- 1908 : Belle-maman bat les records de Jean Durand
- 1908 : Le Bébé de Lucien Nonguet
- 1908 : Une aventure de Marie-Antoinette de Georges Denola
- 1908 : Moscou sous la neige (court métrage), de Joseph-Louis Mundwiller
- 1908 : Un cœur trop enflammable[1] de Georges Monca
- 1908 : Louis XIV, Roi Soleil de Georges Denola
- 1908 : Marie Stuart d'Albert Capellani
- 1908 : La Belle et la Bête d'Albert Capellani
- 1908 : Riquet à la houppe d'Albert Capellani
- 1908 : Magie moderne de Segundo de Chomón
- 1909 : Les Chercheurs d'or de Georges Denola
- 1909 : La Tour de Nesle d'Albert Capellani
- 1909 : Ce bon docteur de Georges Monca
- 1909 : Ukhar-kupets de Vassili Gontcharov
- 1909 : Tarakanowa et Catherine II d'Albert Capellani

## Années 1910
- 1910 : Pierre le Grand (Piotr Veliki) de Vassili Gontcharov et Kai Hansen
- 1910 : Une bonne pour monsieur, un domestique pour madame de Lucien Nonguet
- 1910 : L'Ingénieux Attentat de Louis Gasnier
- 1910 : À travers la Norvège d'un réalisateur non identifié
- 1910 : Une épreuve difficile de Lucien Nonguet
- 1910 : Les Débuts de Max au cinéma de Louis Gasnier et Max Linder
- 1910 : Quentin Durward d'Albert Capellani
- 1910 : Le Soulier trop petit de Georges Monca
- 1910 : La Fortune de Rigadin de Georges Monca
- 1910 : Max hypnotisé de Lucien Nonguet
- 1910 : Le Cauchemar de Max de Lucien Nonguet
- 1910 : Max et la belle négresse de Lucien Nonguet
- 1910 : Max et ses trois mariages de Lucien Nonguet
- 1910 : L'Évasion de Vidocq de Georges Denola
- 1911 : À L’école des samouraïs d'un réalisateur non identifié
- 1911 : Flirt d'été de Georges Denola
- 1911 : La Rivale de Richelieu de Gérard Bourgeois
- 1911 : La Bonté de Jacques V de Georges Denola
- 1911 : Le Chemin du crime de Georges Denola
- 1911 : Les Aventures de John Ping de Georges Monca
- 1911 : Henri IV et le Bûcheron de Georges Denola
- 1911 : Le Remords du juge de Georges Denola
- 1911 : La Cabotine de Georges Monca
- 1911 : Pour voir Paris d'Albert Capellani
- 1911 : Le Pardessus de l'oncle de Lucien Nonguet
- 1912 : Une intrigue à la cour d'Henri VIII de Camille de Morlhon
- 1912 : La Bonne à tout faire de Georges Denola
- 1912 : Max veut faire du théâtre de Max Linder
- 1912 : Rigadin et la Baguette magique de Georges Monca
- 1912 : À bas les hommes de Maurice Le Forestier
- 1912 : Rigadin avale son ocarina de Georges Monca
- 1912 : Rigadin rosière de Georges Monca
- 1912 : Rigadin explorateur de Georges Monca
- 1912 : Rigadin et la Divorcée récalcitrante de Georges Monca
- 1912 : L'Âme des moulins d'Alfred Machin
- 1912 : Oh les femmes ! de Max Linder
- 1912 : Rigadin peintre cubiste de Georges Monca
- 1912 : Le Jugement de Salomon d'Henri Andréani
- 1912 : Rigadin ténor de Georges Monca
- 1912 : Rigadin mange à bon compte de Georges Monca
- 1912 : L'Enlèvement en hydroaéroplane de Max Linder
- 1912 : Le Sacrifice d'Ismaël d'Henri Andréani
- 1912 : Calino s'endurcit la figure, de Jean Durand
- 1912 : Le Circuit de l'alcool, de Marius Rossillon dit O'Galop
- 1912 : Don César de Bazan, de Theo Frenkel
- 1912 : Max célibataire de Lucien Nonguet
- 1912 : La Route du devoir de Georges Monca
- 1913 : Le Chapeau de Max (c. métrage), de Max Linder
- 1913 : Les Débuts d'un yachtman (c. métrage), de Louis J. Gasnier
- 1913 : Le Duel de Max (c. métrage), de Max Linder
- 1913 : Germinal, d'Albert Capellani
- 1913 : Le Contrôleur des wagons-lits de Charles Prince
- 1913 : Le Hasard et l'Amour (c. métrage), de Max Linder
- 1913 : Idylle romaine de Georges Monca
- 1913 : Rigadin pris à son piège de Georges Monca
- 1913 : Max jockey par amour (c. métrage), de René Leprince et Max Linder
- 1913 : Max toréador (c. métrage), de Max Linder
- 1913 : Rigadin marchand de marrons de Georges Monca
- 1913 : La Comtesse noire de René Leprince et Ferdinand Zecca
- 1913 : Les Misérables, époque 1: Jean Valjean, d'Albert Capellani
- 1913 : Les Misérables, époque 2: Fantine, d'Albert Capellani
- 1913 : Rigadin dompte sa belle-mère[2] de Georges Monca
- 1913 : Le Petit Jacques, de Georges Monca
- 1913 : La Carabine de la mort d'Henri Desfontaines et Paul Garbagni
- 1913 : Rigadin ne fait rien comme tout le monde de Georges Monca
- 1913 : Max fait de la photo (c. métrage), de Lucien Nonguet
- 1913 : Le Rendez-vous de Max (c. métrage), de Max Linder
- 1913 : Rigadin fait un riche mariage de Georges Monca
- 1913 : La Rivalité de Max (c. métrage), de Max Linder
- 1913 : L'Homme nu d'Henri Desfontaines
- 1914 : Vénus enlevée par Rigadin de Georges Monca
- 1914 : La Lutte pour la vie, de René Leprince et Ferdinand Zecca
- 1914 : Max illusionniste de Max Linder
- 1914 : La Femme à papa  de Georges Monca et Charles Prince
- 1914 : Rigadin Cendrillon  de Georges Monca
- 1914 : La Culotte de Rigadin de Georges Monca
- 1914 : N'embrassez pas votre bonne de Max Linder
- 1914 : La Famille Boléro de Georges Monca et Charles Prince
- 1914 : Max pédicure de Max Linder
- 1914 : Max dans les airs (c. métrage), de Max Linder et René Leprince
- 1914 : Rigadin mauvais ouvrier  de Georges Monca
- 1914 : Max et le Mari jaloux de Max Linder
- 1914 : Rigadin et l'Homme qu'il assassina  de Georges Monca
- 1914 : Rigadin a mal aux dents de Georges Monca
- 1914 : Madame Rigadin, modiste de Georges Monca
- 1914 : Max joue le drame de Lucien Nonguet
- 1914 : Un idiot qui se croit Max Linder de Romeo Bosetti et Lucien Nonguet
- 1914 : Rigadin trouve un bouton de Georges Monca
- 1914 : Max et le Commissaire de Max Linder
- 1915 : Le Calvaire d'une reine de René Leprince et Ferdinand Zecca
- 1915 : Coiffeur par amour (c. métrage), de Max Linder
- 1915 : The Tale of a Shirt (c. métrage), de Donald MacKenzie
- 1915 : En famille de Georges Monca
- 1915 : Rigadin et Miss Margaret (Rigadin et Miss Marguett) de Georges Monca
- 1915 : Rigadin est jaloux de Georges Monca
- 1915 : Rigadin et la Lettre compromettante de Georges Monca
- 1915 : Le Bon Oncle  de Georges Monca
- 1915 : Comment Rigadin se fait aimer de Georges Monca
- 1915 : Rigadin, homme des bois de Georges Monca
- 1915 : Rigadin n'est pas un espion de Georges Monca
- 1915 : Via Wireless (en), de George Fitzmaurice
- 1916 : Fleur de Paris (c. métrage), d'André Hugon
- 1916 : Lille Kalles dröm om sin snögubbe (animation), de Emil Åberg
- 1916 : Max et l'Espion (c. métrage), de Max Linder
- 1916 : Max et la Main-qui-étreint (c. métrage), de Max Linder
- 1916 : Rigadin n'aime plus le cinéma de Georges Monca
- 1916 : Rigadin et les Deux Dactylos de Georges Monca
- 1916 : La Mariée récalcitrante de Georges Monca et Charles Prince
- 1916 : Le Sourire de Rigadin de et avec Georges Monca
- 1917 : Max et le Sac de Max Linder
- 1917 : Le Mystère de la double croix, de Louis J. Gasnier et William Parke
- 1917 : Max entre deux feux de Max Linder
- 1917 : Rigadin persécuté par Octavie de Georges Monca
- 1917 : Les Exploits de Marius de Robert Lortac
- 1917 : 48, avenue de l'Opéra de Georges Denola et Dominique Bernard-Deschamps
- 1917 : Max devrait porter des bretelles de René Leprince et Max Linder
- 1918 : N'oublions jamais (Let's We Forget), de Léonce Perret
- 1918 : L'Argent qui tue de Georges Denola
- 1918 : Les Bleus de l'amour de Henri Desfontaines
- 1919 : Le Calvaire d'une reine, de René Leprince et Ferdinand Zecca
- 1919 : J'accuse, d'Abel Gance
- 1919 : Les Larmes du pardon de René Leprince et Ferdinand Zecca
- 1919 : Le Petit Café de Raymond Bernard

## Années 1920
- 1920 : Microbus, Bigfellow et la Crise des domestiques de Robert Lortac
- 1921 : Quatre-vingt-treize de André Antoine, Albert Capellani et Léonard Antoine
- 1923 : La Voix du rossignol (court métrage), de Ladislas Starewitch
- 1923 : Ce pauvre chéri de Jean Kemm
- 1923 : La Montagne infidèle de Jean Epstein
- 1924 : Mon oncle Benjamin de René Leprince
- 1924 : Le Tour de France par deux enfants de Louis de Carbonnat
- 1929 : Les Trois Masques d'André Hugon

## Années 1930
- 1930 : L'Enfant de l'amour de Marcel L'Herbier
- 1930 : Mon gosse de père de Jean de Limur
- 1930 : Accusée, levez-vous ! de Maurice Tourneur
- 1931 : Maison de danses de Maurice Tourneur
- 1931 : Monsieur le duc de Jean de Limur
- 1930 : L'Arlésienne de Jacques de Baroncelli
- 1931 : Partir de Maurice Tourneur
- 1931 : Tout ça ne vaut pas l'amour de Jacques Tourneur
- 1932 : Le Marchand de sable d'André Hugon
- 1932 : Le Chimpanzé de Marco de Gastyne
- 1932 : Au nom de la loi de Maurice Tourneur
- 1932 : La Croix du sud d'André Hugon
- 1932 : Les Gaîtés de l'escadron de Maurice Tourneur
- 1932 : La Fleur d'oranger d'Henry Roussell
- 1932 : Sa meilleure cliente de Pierre Colombier
- 1933 : Il était une fois de Léonce Perret
- 1934 : L'Homme mystérieux de Maurice Tourneur
- 1935 : Justin de Marseille de Maurice Tourneur

## Années 1940
- 1941 : Parade en sept nuits de Marc Allégret
- 1941 : Romance de Paris de Jean Boyer
- 1942 : Opéra-Musette de René Lefèvre
- 1942 : À vos ordres, Madame de Jean Boyer
- 1943 : Je suis avec toi d'Henri Decoin
- 1945 : Les Enfants du paradis de Marcel Carné
- 1945 : Seul dans la nuit de Christian Stengel
- 1946 : Fille du Diable de Henri Decoin
- 1946 : Gringalet d'André Berthomieu
- 1947 : Six Heures à perdre d'Alex Joffé et Jean Lévitte
- 1947 : Le silence est d'or de René Clair
- 1947 : Carré de valets d'André Berthomieu

## Années 1950
- 1950 : Les Derniers Jours de Pompéi de Marcel L'Herbier et Paolo Moffa
- 1950 : Amour et Compagnie de Gilles Grangier
- 1950 : Casimir de Richard Pottier
- 1951 : L'Amant de paille de Gilles Grangier
- 1951 : Les Amants de bras-mort de Marcello Pagliero
- 1951 : Boniface somnambule de Maurice Labro
- 1951 : Aux frontières du péché (de) (Sündige Grenze) de Robert Adolf Stemmle
- 1952 : Brelan d'as d'Henri Verneuil
- 1952 : Le Duel à travers les âges de Pierre Foucaud
- 1953 : Cent Francs par seconde de Jean Boyer
- 1953 : Mon mari est merveilleux d'André Hunebelle
- 1953 : Les Trois Mousquetaires d'André Hunebelle
- 1953 : Le Bon Dieu sans confession de Claude Autant-Lara
- 1954 : Cadet Rousselle d'André Hunebelle
- 1955 : Du rififi chez les hommes de Jules Dassin
- 1955 : Amis pour la vie de Franco Rossi
- 1955 : La Belle de Rome  (La bella di Roma)  de Luigi Comencini
- 1956 : La Bande à papa de Guy Lefranc
- 1956 : Don Juan de John Berry
- 1956 : Mannequins de Paris d'André Hunebelle
- 1956 : Crime et Châtiment de Georges Lampin
- 1957 : Comme un cheveu sur la soupe de Maurice Regamey
- 1957 : L'amour est en jeu de Marc Allégret
- 1957 : Casino de Paris d'André Hunebelle
- 1959 : Drôles de phénomènes de Robert Vernay
- 1959 : Le Confident de ces dames de Jean Boyer
- 1959 : 125, rue Montmartre de Gilles Grangier
- 1959 : Images pour Baudelaire de Pierre Kast

## Années 1960
- 1960 : La dolce vita de Federico Fellini
- 1960 : Le Bel Âge de Pierre Kast
- 1960 : La Rabouilleuse de Louis Daquin
- 1960 : Les Bonnes Femmes de Claude Chabrol
- 1960 : L'Affaire d'une nuit d'Henri Verneuil
- 1960 : Le Capitan d'André Hunebelle
- 1960 : Boulevard de Julien Duvivier
- 1960 : Candide ou l'Optimisme au XXe siècle  de Norbert Carbonnaux
- 1961 : Le Miracle des loups d'André Hunebelle
- 1962 : Le Caporal épinglé de Jean Renoir
- 1962 : La Beauté d'Hippolyte de Giancarlo Zagni
- 1963 : La Baie des Anges de Jacques Demy
- 1963 : Le Guépard de Luchino Visconti
- 1963 : À toi de faire... mignonne de Bernard Borderie
- 1963 : Blague dans le coin de Maurice Labro
- 1963 : Chair de poule de Julien Duvivier
- 1964 : Allez France ! de Robert Dhéry
- 1966 : Mademoiselle de Maupin (Madamigella di Maupin) de Mauro Bolognini
- 1967 : Le Vieil Homme et l'Enfant de Claude Berri
- 1968 : Les Biches de Claude Chabrol
- 1968 : Sous le signe de Monte-Cristo d'André Hunebelle
- 1969 : Le Corps de Diane de Jean-Louis Richard

## Années 1970
- 1971 : Le Cinéma de papa de Claude Berri
- 1978 : Une histoire simple de Claude Sautet
- 1979 : Tess de Roman Polanski

## Années 1980
- 1982 : Deux heures moins le quart avant Jésus-Christ de Jean Yanne
- 1983 : L'Africain de Philippe de Broca
- 1983 : Tchao Pantin de Claude Berri
- 1985 : Les Enragés de Pierre-William Glenn
- 1985 : Hurlevent de Jacques Rivette
- 1986 : Alex Holeh Ahavah, de Boaz Davidson
- 1988 : À gauche en sortant de l'ascenseur d'Édouard Molinaro
- 1989 : La Roseraie (The Rose Garden), de Fons Rademakers

## Années 1990
- 1990 : Cyrano de Bergerac, de Jean-Paul Rappeneau
- 1991 : Les Enfants du vent, de Krzysztof Rogulski
- 1997 : Lolita, de Adrian Lyne
- 1999 : Astérix et Obélix contre César, de Claude Zidi

## Années 2000
- 2000 : Rédemption (The Claim) de Michael Winterbottom
- 2001 : Sabotage, d'Esteban Ibarretxe et Jose Miguel Ibarretxe
- 2001 : Les Rois mages, de Didier Bourdon et Bernard Campan
- 2001 : Ma femme est une actrice, d'Yvan Attal
- 2001 : Sexy Boys, de Stéphane Kazandjan
- 2001 : Sur mes lèvres, de Jacques Audiard
- 2001 : Comment j'ai tué mon père, d'Anne Fontaine
- 2001 : L'Anglaise et le Duc, d'Éric Rohmer
- 2001 : La Boîte, de Claude Zidi
- 2001 : Félix et Lola, de Patrice Leconte
- 2001 : Boesman et Lena, de John Berry
- 2001 : The Hole, de Nick Hamm
- 2002 : Astérix et Obélix : Mission Cléopâtre, d'Alain Chabat
- 2002 : Amen., de Costa-Gavras
- 2002 : Une femme de ménage, de Claude Berri
- 2002 : Nid de guêpes, de Florent-Emilio Siri
- 2002 : Rue des plaisirs, de Patrice Leconte
- 2002 : Samouraïs, de Giordano Gederlini
- 2002 : L'Homme du train, de Patrice Leconte
- 2002 : Vendredi soir, de Claire Denis
- 2002 : Plein Gaz, de Peter Hewitt
- 2002 : Le Club des libertins, de Stephen Schwartz
- 2003 : It's All About Love, de Thomas Vinterberg
- 2003 : Brocéliande, de Doug Headline
- 2003 : La Beuze, de Thomas Sorriaux et François Desagnat
- 2003 : Le Bison, d'Isabelle Nanty
- 2003 : Le Coût de la vie, de Philippe Le Guay
- 2003 : Pas sur la bouche, d'Alain Resnais
- 2003 : The One and Only, de Simon Cellan-Jones
- 2003 : Max, de Menno Meyjes
- 2003 : In the Cut, de Jane Campion
- 2004 : Les Onze Commandements, de François Desagnat et Thomas Sorriaux
- 2004 : Bienvenue en Suisse, de Léa Fazer
- 2004 : Deux Frères, de Jean-Jacques Annaud
- 2004 : Ils se marièrent et eurent beaucoup d'enfants, d'Yvan Attal
- 2004 : Les Choristes, de Christophe Barratier
- 2004 : La Première Fois que j'ai eu 20 ans, de Lorraine Lévy
- 2004 : Les Clefs de la maison, de Gianni Amelio
- 2004 : Pédale dure, de Gabriel Aghion
- 2004 : Un petit jeu sans conséquence, de Bernard Rapp
- 2004 : San-Antonio, de Frédéric Auburtin
- 2004 : Suzie Gold (en), de Ric Cantor
- 2004 : Coup de foudre à Bollywood, de Gurinder Chadha
- 2004 : Churchill: The Hollywood Years (en), de Peter Richardson
- 2004 : Délires d'amour, de Roger Michell
- 2004 : La Jeune Fille à la perle, de Peter Webber
- 2005 : Boudu, de Gérard Jugnot
- 2005 : Entre ses mains, d'Anne Fontaine
- 2005 : La Moustache, d'Emmanuel Carrère
- 2005 : L'Avion, de Cédric Kahn
- 2005 : Le Démon de midi, de Marie-Pascale Osterrieth
- 2005 : Les Chevaliers du ciel, de Gérard Pirès
- 2005 : Alexandre, d'Oliver Stone
- 2005 : Les Enfants de Christian Vincent,
- 2005 : L'un reste, l'autre part, de Claude Berri
- 2005 : Millions, de Danny Boyle
- 2005 : Madame Henderson présente, de Stephen Frears
- 2005 : Pollux : Le Manège enchanté, de Jean Duval, Franck Passingham et Dave Borthwick
- 2005 : Dear Frankie, de Shona Auerbach
- 2006 : La Maison du bonheur, de Dany Boon
- 2006 : Incontrôlable, de Raffy Shart
- 2006 : The Queen, de Stephen Frears
- 2006 : Big Nothing, de Jean-Baptiste Andrea
- 2006 : Breakfast on Pluto, de Neil Jordan
- 2006 : Deep Water, de Louise Osmond et Jerry Rothwell
- 2006 : Dirty Sanchez, de Jim Hickey
- 2007 : La Graine et le Mulet, d'Abdellatif Kechiche
- 2007 : Jacquou le croquant, de Laurent Boutonnat
- 2007 : Odette Toulemonde, d'Eric-Emmanuel Schmitt
- 2007 : Contre-Enquête, de Franck Mancuso
- 2007 : Ensemble, c'est tout, de Claude Berri
- 2007 : Le Scaphandre et le Papillon, de Julian Schnabel
- 2007 : Sa Majesté Minor, de Jean-Jacques Annaud
- 2007 : Outlaw, de Nick Love
- 2008 : Astérix aux Jeux olympiques, de Frédéric Forestier et Thomas Langmann
- 2008 : Bienvenue chez les Ch'tis, de Dany Boon
- 2008 : Whatever Lola Wants, de Nabil Ayouch
- 2008 : Mes amis, mes amours, de Lorraine Lévy
- 2008 : Faubourg 36, de Christophe Barratier
- 2008 : La Très Très Grande Entreprise, de Pierre Jolivet
- 2008 : The Duchess, de Saul Dibb
- 2008 : Une famille brésilienne (Linha de passe), de Walter Salles et Daniela Thomas
- 2009 : LOL, de Lisa Azuelos
- 2009 : Safari, de Olivier Baroux
- 2009 : Trésor, de Claude Berri
- 2009 : Slumdog Millionaire, de Danny Boyle
- 2009 : Incognito, d’Éric Lavaine
- 2009 : Eden à l'ouest, de Costa-Gavras
- 2009 : Les Beaux Gosses, de Riad Sattouf
- 2009 : Le Hérisson, de Mona Achache
- 2009 : L'Affaire Farewell, de Christian Carion
- 2009 : Loup, de Nicolas Vanier
- 2009 : The Descent 2, de Jon Harris
- 2009 : Blood: The Last Vampire, de Chris Nahon

## Années 2010
- 2010 : Camping 2, de Fabien Onteniente
- 2010 : Tout ce qui brille, de Géraldine Nakache et Hervé Mimran
- 2010 : Océans, de Jacques Perrin et Jacques Cluzaud
- 2010 : The Ghost Writer, de Roman Polanski
- 2010 : L'Illusionniste, de Sylvain Chomet
- 2010 : L'Italien, d'Olivier Baroux
- 2010 : Bright Star, de Jane Campion
- 2010 : Protéger et servir, d’Éric Lavaine
- 2010 : Miral, de Julian Schnabel
- 2010 : Mr. Nobody, de Jaco Van Dormael
- 2011 : Les Tuche, d'Olivier Baroux
- 2012 : Sur la piste du Marsupilami, d'Alain Chabat
- 2013 : Alceste à bicyclette, de Philippe Le Guay
- 2013 : Turf, de Fabien Onteniente
- 2013 : Zaytoun, d'Eran Riklis
- 2013 : Jappeloup, de Christian Duguay
- 2013 : Des gens qui s'embrassent, de Danièle Thompson
- 2013 : La Cage dorée, de Ruben Alves
- 2013 : Trance, de Danny Boyle
- 2013 : La grande bellezza, de Paolo Sorrentino
- 2013 : La Marque des anges, de Sylvain White
- 2013 : Marius, de Daniel Auteuil
- 2013 : Fanny, de Daniel Auteuil
- 2013 : Rock the Casbah, de Laïla Marrakchi
- 2013 : Au bonheur des ogres, de Nicolas Bary
- 2013 : Attila Marcel, de Sylvain Chomet
- 2013 : Quai d'Orsay, de Bertrand Tavernier
- 2013 : Zulu, de Jérôme Salle
- 2013 : Mandela : Un long chemin vers la liberté, de Justin Chadwick
- 2014 : La Belle et la Bête, de Christophe Gans
- 2015 : Papa ou Maman, de Martin Bourboulon
- 2015 : Les Nouvelles Aventures d'Aladin, d'Arthur Benzaquen
- 2016 : Les Tuche 2 : Le Rêve américain, d'Olivier Barroux
- 2016 : Papa ou Maman 2, de Martin Bourboulon
- 2016 : Camping 3, de Fabien Onteniente
- 2017 : Les Nouvelles Aventures de Cendrillon
- 2018 : Les Tuche 3 : Liberté, Égalité, Fraternituche
- 2018 : La Ch'tite Famille
- 2018 : Alad'2
- 2018 : Le Chant du loup d'Antonin Baudry

## Années 2020
2020
- 2020 : Mon cousin de Jan Kounen
- 2020 : Les Tuche 4 de Olivier Baroux

2021
- 2021 : Adieu monsieur Haffmann de Fred Cavayé

2022
- 2022 : Notre-Dame brûle de Jean-Jacques Annaud
- 2022 : Mascarade de Nicolas Bedos
- 2022 : Jack Mimoun et les Secrets de Val Verde de Malik Bentalha

2023
- 2023 : Astérix et Obélix : L'Empire du Milieu de Guillaume Canet
- 2023 : Les Trois Mousquetaires : D'Artagnan de Martin Bourboulon
- 2023 : Les Trois Mousquetaires : Milady de Martin Bourboulon

2024
- 2024 : Les Chèvres ! de Fred Cavayé
- 2024 : Le Comte de Monte-Cristo de Alexandre de La Patellière et Matthieu Delaporte
- 2024 : Emilia Pérez de Jacques Audiard
- 2024 : Emmanuelle de Audrey Diwan
- 2024 : Monsieur Aznavour de Grand Corps Malade et Mehdi Idir
- 2024 : La Vallée des fous de Xavier Beauvois
- 2024 : Joy de Ben Taylor
- 2024 : Limonov, la ballade de Kirill Serebrennikov

2025
- 2025 : La Chambre d'à côté (The Room Next Door) de Pedro Almodóvar
- 2025 : Les Tuche : God Save the Tuche de Jean-Paul Rouve
- 2025 : Parthenope de Paolo Sorrentino
- 2025 : Natacha de Noémie Saglio
- 2025 : Partir un jour de Amélie Bonnin

2026
- 2026 : Le Marsupilami de Philippe Lacheau

TBA 
- Y'a pas de réseau de Edouard Pluvieux
- 13 Jours, 13 Nuits de Martin Bouboulon
- Coutures de Alice Winocour
- De Gaulle - Partie 1: La France Libre de Antonin Baudry
- De Gaulle – Partie 2 de Antonin Baudry
- Dumas - Diable noir de Ladj Ly
- Hors la loi de Pauline Bureau
- Les Rois Maudits de  Alexandre de La Patellière et Matthieu Delaporte
- L'inconnue d' Arthur Harari